# 若槻修道
若槻 修道（わかつき しゅうどう、1907年2月26日 - 1999年10月11日）は、日本の政治家、僧侶。島根県飯梨村長、島根県議会議員（2期）、全国社会福祉協議会会長などを歴任。安来市萬松院十四世。号は活禅。

## 来歴
明治40年、能義郡飯梨村（現: 安来市）生まれ。1934年、曹洞宗大学（現: 駒澤大学）仏教学科卒業。曹洞宗研究生修了。
宗議会議員、飯梨村長（1947年4月から時期不明）、島根県議会議員（1951年5月から1959年4月まで）、県共同募金会会長、県社会福祉協議会会長、全国社会福祉協議会会長、仏教年鑑編集長などを務める。著書に「大乗経典の概説」など。　　

## 著書
- 「国立国会図書館サーチ>若槻修道」

### 論文
- CiNii>若槻修道